# Sumba
Sumba (dawna nazwa: Wyspa Sandałowa, nazwy rdzenne: petjo Soemba-eiland; indonez. pulau Sumba, w innych lokalnych językach: Humba, Hubba, Suba, Zuba) – indonezyjska wyspa na Oceanie Indyjskim, położona na południowy zachód od wyspy Flores. Wchodzi w skład Małych Wysp Sundajskich.
Powierzchnia 11 152 km². Wyspa ma wydłużony kształt i górzystą powierzchnię (wysokość do 1220 m n.p.m.) z nizinami wzdłuż wybrzeży. Jest porośnięta lasami tropikalnymi (drzewo sandałowe), znaczną część powierzchni zajmują sawanny. Uprawia się tu kukurydzę, ryż, kawę, drzewa owocowe, tytoń i palmę kokosową.
Główne miasta: Waingapu, Baing, Waikabubak.
Administracyjnie należy do indonezyjskiej prowincji Małe Wyspy Sundajskie Wschodnie.
Od nazwy wyspy pochodziła nazwa holenderskiej kanonierki Hr.Ms. Soemba.